# Sukosari (Karanganyar)
Sukosari is een bestuurslaag in het regentschap Pekalongan van de provincie Midden-Java, Indonesië. Sukosari telt 1675 inwoners (volkstelling 2010).